# Kentwood (Louisiana)
Kentwood ist eine Kleinstadt im Tangipahoa Parish im US-amerikanischen Bundesstaat Louisiana und liegt etwa 50 Kilometer nördlich von New Orleans.

## Bevölkerung
Nach der Volkszählung des Jahres 2000 beträgt die Einwohnerzahl 2.205, davon sind 44,5 % Männer und 55,5 % Frauen. Das Durchschnittsalter der Bürger von Kentwood beträgt 33,5 Jahre. 64,9 % der Einwohner sind Afroamerikaner und 34,4 % Weiße. Das durchschnittliche jährliche Einkommen pro Haushalt liegt mit 17.297 Dollar weit unter dem US-Durchschnitt (41.994 Dollar). Etwa 37,6 % der Gesamtbevölkerung leben unterhalb der Armutsgrenze. Damit ist der Anteil der Armen wesentlich höher als im US-Durchschnitt (12,4 %).

## Bekannte Bewohner
- Paul Gayten (1920–1991), Rhythm-&-Blues-Pianist, Songwriter und Produzent
- Little Brother Montgomery (1906–1985), afroamerikanischer Blues- und Jazz-Pianist und -Sänger
- Britney Spears (* 1981), Popsängerin, aufgewachsen in Kentwood